# Alois Flir

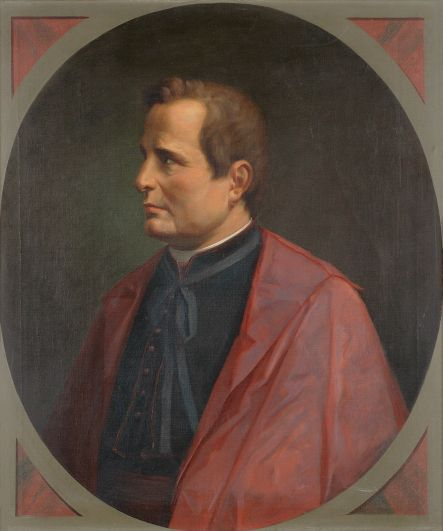
Prälat Alois Flir

Alois Flir (* 7. Oktober 1805 in Angedair; † 7. März 1859 in Rom) war ein österreichischer katholischer Geistlicher, Politiker, Publizist und Schriftsteller.

## Leben
Alois Flir, der Sohn eines Müllers und Kleinhändlers, besuchte die Gymnasien in Meran und Brixen. Anschließend absolvierte er einen zweijährigen philosophischen Kurs an der Universität Innsbruck, wo er einen Dichterverein gründete und 1826 sein erstes Bühnenstück veröffentlichte. Er setzte dann seine Studien an der Universität Wien fort, wo er alte, moderne und orientalische Sprachen studierte, daneben Medizin und Philosophie. Schließlich kehrte er nach Brixen zurück, studierte an der dortigen Philosophisch-Theologische Hochschule Katholische Theologie und wurde 1833 zum Priester geweiht.
Bereits zwei Jahre später, 1835, wurde Flir als Professor der Klassischen Philologie und Ästhetik an die Universität Innsbruck berufen. Dort wurde er zum Mittelpunkt eines politisch engagierten Künstler- und Gelehrtenkreises des Vormärz. Im Mai 1848 in die Frankfurter Nationalversammlung entsandt, kehrte aber schon im Oktober nach Innsbruck zurück. 1853 nahm er die Berufung zum Rektor des Collegio Teutonico di Santa Maria dell’Anima in Rom an und ließ sich von seiner Innsbrucker Professur beurlauben, die er jedoch bis 1855 formal behielt. Während seiner kurzen Amtszeit reformierte er die Anima und wird deshalb als ihr zweiter Gründer angesehen bzw. als erster Rektor des Priesterkollegs, dessen offizielle Eröffnung er um wenige Tage nicht mehr miterlebte (März 1859).